# Vale São-Franciscano da Bahia
Vale São-Franciscano da Bahia è una mesoregione dello Stato di Bahia in Brasile.

## Microregioni
È suddivisa in 4 microregioni:
- Barra
- Bom Jesus da Lapa
- Juazeiro
- Paulo Afonso